# 未來一中
未來一中，即未來的一個中國，是中華民國陳水扁總統任內，對於一個中國原則的詮釋。這個說法由階段性兩個中國與終極統一發展而來，用以解決中國問題。主張台灣與中國在歷史、文化、經濟等各層面上無法切斷關係，核心皆是中國文化。現狀是臺海兩岸分裂分治，但在未來的某個時間點，中華民國與中華人民共和國有可能成為一個中國。中華民國方面希望中華人民共和國先放棄武力威脅，以民主對等的原則，進行雙方交流，以處理中國統一的議題。在未來可以經由歐盟模式，進行中國統合，最終形成單一國家。

## 概論
在陳水扁總統於2000年的總統就職演說中，提出願意以民主對等原則，與中華人民共和國對話，討論「未來一個中國」問題。於2004年總統就職演說中，再度表示只要台灣人民同意，未來中華民國與中華人民共和國或者台灣與中國之間發展的任何關係，包括中國統一，都是可能的，不會被排除。
陳水扁認為，只要中華人民共和國放棄武力威脅，尊重中華民國的生存空間與國際尊嚴，兩岸就可以由文化與經貿開始進行著手統合，建立信任關係。只要符合「主權、民主、和平、對等」四大原則，中華民國與中華人民共和國可以經由歐盟模式，進行政治統合（political integration），建立兩岸永久和平的新架構。
時任陸委會主委蔡英文，在接受立院質詢時，也曾經表達只要中華人民共和國願意放棄武力，進行民主改革，「未來的一個中國」是台灣與中國必然的選擇。

## 歷史
未來一中，起源自1971年美國蘭德公司發布的《重訂對華政策》（Remaking China Policy），主張「一個中國，但不是現在」（One China but not now）。在這個政策下，認為台灣是中國的領土，在未來會與中國統一，但在現況下並不是中國的領土。